# Hernalser Radrennbahn

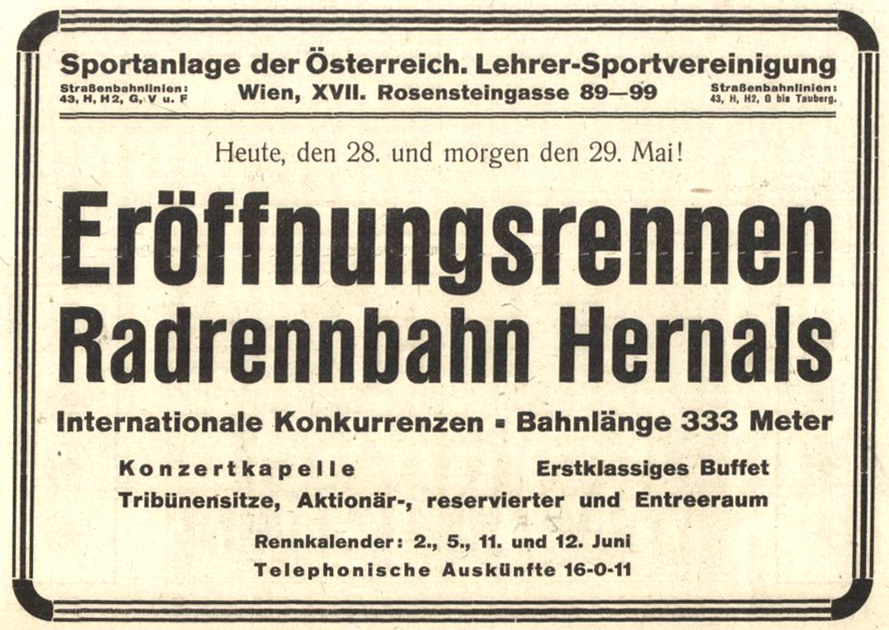
Annonce im Illustrierten Sportblatt zum Eröffnungsrennen am 28. Mai 1921: „Konzertkapelle, Erstklassiges Buffet, Tribünensitze, Aktionär-, reservierter und Entreeraum“

Die Hernalser Radrennbahn in Wien, auch Hernalser Rennbahn genannt, war eine Radrennbahn im Wiener Gemeindebezirk Hernals. Die 333,33 Meter lange Bahn wurde 1920, zunächst als später auszubauendes Provisorium, auf dem Platz der Lehrer-Sportvereinigung unter der Adresse Roggendorfgasse 2 eröffnet. Die Sportanlage befand sich auf dem Gelände der ehemaligen Hernalser Ziegelwerke. Die Hernalser Rennbahn wurde zeitweilig parallel zu der Wiener-Neustädter Rennbahn genutzt.

## Geschichte
Nachdem Radrennen in Wien zu Beginn des 20. Jahrhunderts seit circa 1906 mangels einer eigenen Rennbahn nahezu 14 Jahre lang lediglich auf Landstraßen gefahren werden konnten, konnte die neue Wiener Radrennbahn am 26. September 1920 feierlich eröffnet werden. Für den ersten Renntag hatten sich 160 Fahrer für unterschiedliche Rennen angemeldet, darunter der zuvor vielfach in Deutschland siegreiche und aus Dresden angereiste Alexander Beyer. Durch die Initiative und Aufrufe des Wiener Radfahrclubs R. C. Ausdauer 1907 waren 8000 Zuschauer zur Eröffnung erschienen, um die Rennen auf der anfangs 5 bis 7 Meter breiten und in den Kurven um 1 Meter erhöhten Bahn zu sehen, auf der Geschwindigkeiten bis 45 km/h entwickelt werden konnten. Zur Eröffnung richtete der Radclub Ausdauer 1907 ein 20 Kilometer-Rennen für Fahrräder mit Motorführung aus; reine Motorradrennen waren jedoch anfangs nicht gestattet.
Auf der Radrennbahn wurden in den 1920er Jahren unter dem „Direktor Hildebrandt“ Radrennen der Elite österreichischer Berufsfahrer  ausgetragen.
Zum 28. September 1924 waren zwei Meisterschaften auf der Hernalser Rennbahn angesetzt: Zum einen die Berufsfahrer-Fliegermeisterschaft der österreichischen Fahrer, für die sowohl Hermann Kaleta und Franz Kaleta favorisiert wurden, und zum anderen die Fliegermeisterschaft des Verbandes der Rennfahrer.
Bei den Bahnrennen in Hernals wurden insbesondere Kurzstrecken von 1000 Metern bis 4000 Meter gefahren. An den Rennen nahmen oftmals auch einzelne Meisterfahrer aus dem Ausland teil. Hinsichtlich dieser ausländischen Teilnehmer erwähnte beispielsweise das Wiener Sport-Tagblatt für das Rennen zum 4. Oktober 1925 so „erstklassige Kräfte wie der Hannoveraner Meisterfahrer Ernst Ostermeier und Oskar Peter, der Meisterfahrer von Russland“ war.
Am 4. September 1927 wurden auf der Hernalser Radrennbahn der Länderwettkampf im Bahnrennen Österreich gegen Ungarn ausgetragen. Für Österreich traten dessen Meisterfahrer August Schaffer und Franz Dusika an, für Ungarn die Fahrer Jenö Eigner und Kalman Malzak. Im Juli hatten auf der Radrennbahn schon die Bahnmeisterschaften für Amateure über 1 und 25 Kilometer stattgefunden.
Am 26. November 1929, nachdem die Radrennbahn in Hernals bereits seit geraumer Zeit abgerissen war, berichtete die sozialdemokratische Zeitung Das Kleine Blatt von dem in der Nähe des Wiener Stadions geplanten Bau der Radrennbahn im Prater. Der für das Frühjahr 1930 vorgesehene Baubeginn der hölzernen Bahn mit einer Länge von 333,33 Metern wurde als ein gemeinschaftliches Werk der Arbeitsgemeinschaft für Sport und Körperkultur in Österreich (ASKÖ) und dem Arbeiterradfahrerbund Österreichs angekündigt. Die neue Rennbahn war von Anfang an auch als Sportstätte für die Arbeiterolympiade 1931 vorgesehen.